# Banu Hilal
Els Banu Hilal (àrab: بنو هلال, Banū Hilāl) o, en la pronunciació dialectal, Beni Hilal o, encara, els hilalians foren una tribu àrab que emigrà cap a l'Àfrica del Nord al segle xi. El seu ancestre epònim fou Hilal ibn Àmir ibn Sassaa.

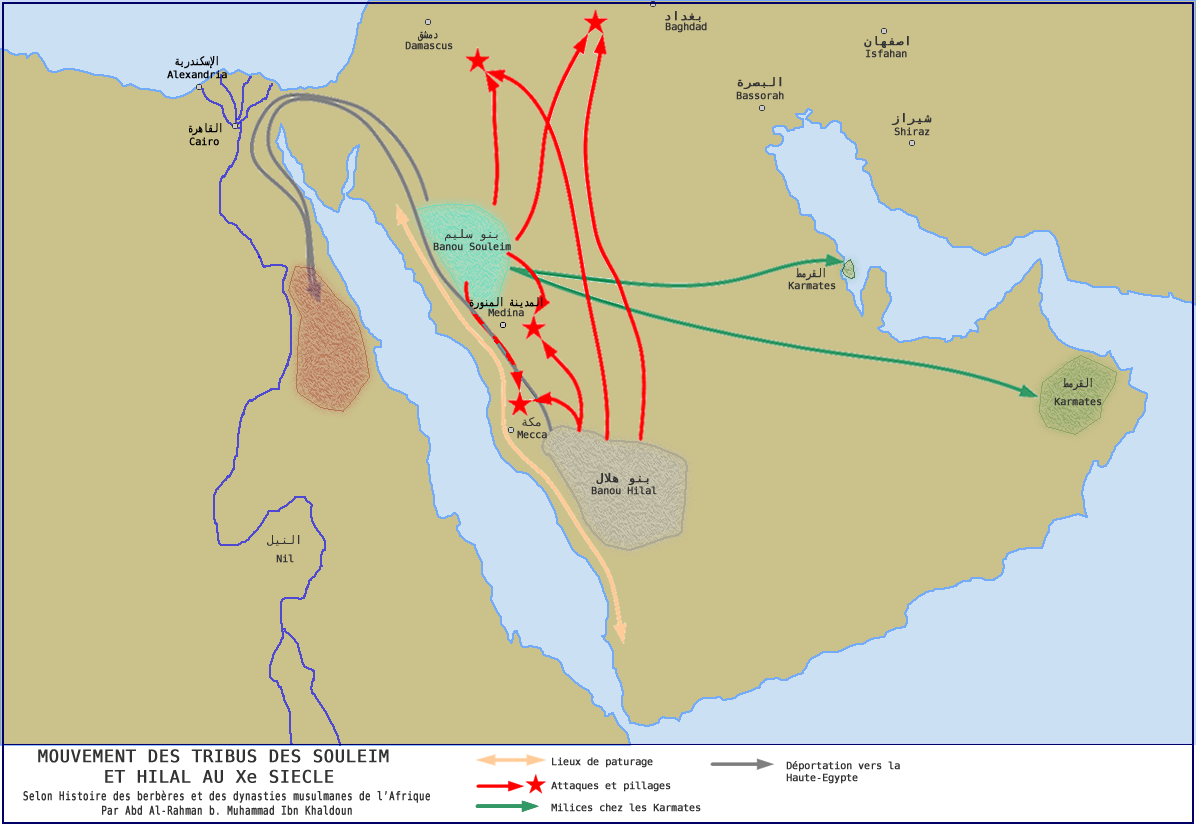
Moviment de les tribus suliem i hilal

## Origen
Segons Ibn Khaldun, els hilalians anaven acompanyats de les seves dones i dels seus fills quan arribaren al Magreb. S'hi instal·laren després de lluitar contra els amazics encara que finalment es van barrejar amb ells.

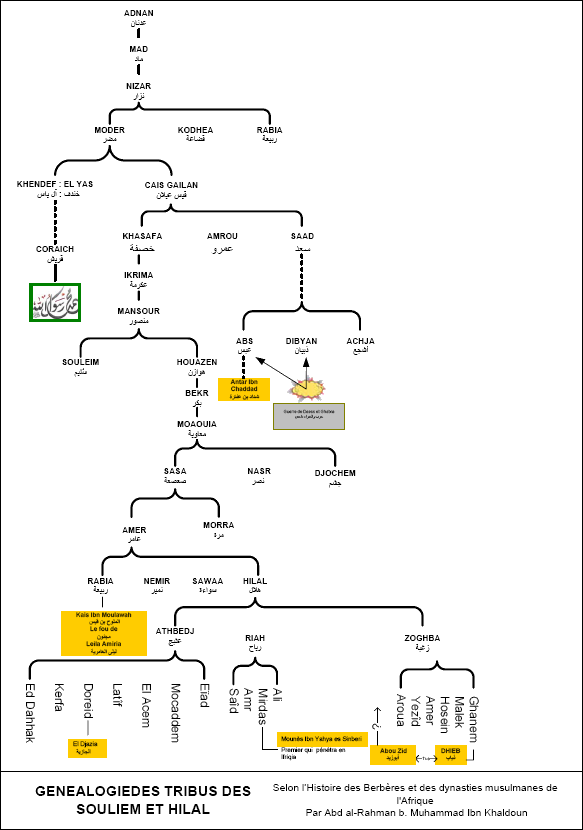
Arbre genealògic dels Banu Souleim i Banu Hilal

Ibn Khaldun descriu la seva genealogia, dues tribus mares: els Banu Hilal i els Banu Sulaym. Aquestes eren originàries del Najd tenint com ancestre comú a Mansur (genealogia: Mudar pare d'Aylan, pare de Kays, pare de Khasafa, pare de Ikrima, pare de Mansur). Mansur fou pare d'Hawazin que fou pare de Bakr, pare de Muawiya i aquest pare de Sasaa. Els Banu Hilal i els Banu Sulaym tenien com a cosí comú la tribu d'Al Yas, que era una branca dels quraixites, la tribu de Muhàmmad, profeta de l'islam.

## Fraccions
Les principals fraccions de la tribu eren els athbaj (subtribus principals els durayd i els karfa), els riyah o Banu Riyah (subtribu principal els Banu Mirdas) i els zughba. Una fracció menor eren els adi.

## Història
Originaris de la regió de Nejd, a Aràbia, van ser refractaris a l'islam que no van adoptar fins després de la victòria de Mahoma a Hunayn sobre els Hawazin el 630, però després no van participar en la Rida el 632.
Van restar al Nedj fins al segle viii i llavors primer emigraren a Egipte (amb els Banu Sulaym); aquí van esdevenir nombrosos i turbulents, participant amb els càrmates als saquejos i actes de bandidatge. Després de la derrota dels càrmates el 978 el fatimita al-Aziz Nizar Abu Mansur Billah (975–996) va deportar part d'aquests tribus, potencials aliats valuosos pels derrotats, a l'alt Egipte (també els Banu Sulaym); allí van continuar saquejant i fent de bandits i foren acantonats a la regió de Said amb prohibició de creuar el Nil.
El 1047 el zírida Xàraf-ad-Dawla al-Muïzz ibn Badis (1016-1062) va reconèixer al califa abbàssida i el califa fatimita va decidir enviar aquestes tribus cap al Magreb, seguint el consell del seu ministre al-Yazuri. Per coordinar la invasió fou nomenat l'amir Amin al-Dawla wa-makinu-ha Hasan ibn Ali ibn Mulhim. Van sortir d'Egipte el 1050/1051 i van assolar la província de Barka (Cirenaica) que va quedar pels Banu Sulaym. Ibn Khaldun diu que els Banu Hilal van entrar a Ifríqiya com una plaga de llagosta. El nombre de hilalians que desembarcaren al Magreb es troba entre 200.000 i 250.000 persones
Sharaf ad-Dawla al-Muizz ben Badis no tenia prou forces per enfrontar als invasors; va intentar atreure alguns al seu bàndol i va casar una filla amb el cap dels Banu Riyah; però el pillatge dels invasors es va estendre per Ifríqiya i els riyah hi van prendre part com els altres. Una batalla decisiva lliurada a Haydaran prop de Gabès (14 d'abril del 1052) va suposar una victòria completa dels Banu Hilal. Guiats per Abu Zayd al-Hilali, es van presentar a Kairuan el 1054. Béja fou ocupada per Munis ibn Yahya al-Sinnabari al-Mirdasi (dels Banu Mirdas) i els Banu Riyah en general es van assegurar la vall del riu Medjerda. Tripolitana va quedar pels zughba. Sharaf ad-Dawla al-Muizz ben Badis va casar tres filles amb xeics àrabs però això no va frenar la invasió i la devastació. Al-Muizz va tornar a reconèixer al califa fatimita (vers 1055) però no li va servir de res. El 29 d'octubre de 1057 l'emir zírida va haver d'evacuar Kairuan i es va refugiar amb el seu fill Tamim, que era governador de Mahdia. Els Banu Hilal van saquejar Kairuan (1 de novembre de 1057) i van assolar el país; Ibn Khaldun com historiador es va fer ressò de les destruccions que causaven i els atribuí la descomposició de l'estat zírida (alguns historiadors pensen però que l'estat ja havia entrat abans en descomposició).
Els athbadj i el adi van arribar al Magreb central on aliats als hammadites van lluitar contra els amazics zanata. Els Banu Yala de Tlemcen (on era emir Bakhti) dominaven sobre diverses tribus zanates; el visir i general de la dinastia de Tlemcen, Abu Soda ibn Khalifa va lluitar diverses vegades però finalment el seu contingent de Beni Marin, Beni Ifran, Maghrawa i altres amazics zanates fou derrotat pels àrabs beduïns i Abu Soda va morir en la lluita, no abans del 1058. Progressivament els athbadj es van afermar com auxiliars dels hammadites i els Banu Riyah dels zírides: El 1065 l'hammadita al-Nasir, al front d'una coalició entre amazics i beduïns (els sanhadja, zanata, athbadj i adi) va combatre contra els zírides i els altres grups àrabs beduïns, els riyah, zughba i sulaym. El zírida Tamim ibn al-Muizz va lliurar la batalla decisiva a Sabiba, entre Kairuan i Tebessa i al-Nasir fou derrotat (1065). El Magreb central va quedar obert als hilàlides on els athbadj van esdevenir hegemònics, mentre els Banu Riyah van aconseguir l'hegemonia a Ifríqiya. Els hammadites van haver d'abandonar la seva capital la Kala dels Banu Hammad vers 1068/1069 i traslladar-se a Bugia de nova fundació. Vers 1073 els zughba, expulsats en part d'Ifríqiya pels riyah, van fer l'anomenada venda de Kairuan, i es van posar al servei de l'emir hammadita.
Van sorgir dinasties hilàlides a diversos llocs sent les úniques importants les dels Banu l-Ward a Bizerta (vers 1057-1159, sotmesa als almohades el 1159) i els Banu Djami a Gabès, mentre altres caps van actuar com a senyors de la guerra al servei de l'emir, com Muhriz ibn Ziyad, senyor de la Malga (Mallaka).
Gabès independitzada el 1062/1063 sota el seu governador Al-Muizz ben Walmya aliat a grups dels Banu Riyah, va ser teatre d'una revolta popular que tenia el suport dels zughba de Tripolitana (1096), que va retornar el poder a l'emir zírida; els notables de la població van donar el poder a un germà de l'emir Tamim (1062-1108) de nom Umar ben al-Muizz, però ràpidament el clan Banu Djami de la tribu dels dahman (fracció Munakasha) dels Banu Riyah (els dhaman formaven junt amb els Fadigh la tribu Banu Ali dels Banu Riyah), van dominar la situació. Els zughba, el clan hilalià al que el califa fatimita havia promès Trípoli i Gabès, es va haver d'acontentar a conservar Trípoli i així Makki ben Kamil ben Djami aconseguí aviat tot el poder després d'eliminar a Umar ben al-Muizz. A Maki el va succeir el seu fill Rabi ben Makki, i a aquest el seu parent Rushayd ben Kamil ben Djami, (que va governar vers 1121 a 1147); una breu usurpació del llibert Yusuf (que tenia el suport dels normands), va ser seguida pel govern de Muhammad ben Rushayd i finalment per Mudafi ben Rushayd. Després del 1147 descendents d'Al-Muizz ben Walmya van recuperar el poder.
La tribu adi fou expulsada d'Ifríqiya pels Banu Riyah i es va instal·lar al Magreb central.
La conquesta de la costa d'Ifríqiya pels normands (1148) va afavorir els Banu Riyah que van dominar directament o indirecta part d'Ifríqiya sense oposició fins a l'arribada dels almohades d'Abd al-Mumin que el 1152 van ocupar l'estat hammadita; els àrabs beduïns del Magreb central es van revoltar (zughba, athbadj, adi) i van tenir el suport dels àrabs d'Ifríqiya conscients del perills (Banu Riyah, Banu Kurra. Les forces àrabs concentrades a la regió de Béja, van avançar cap a Constantina però foren derrotades decisivament a la plana de Setif el 28 d'abril de 1153. Abd al-Mumin amb una política de generositat es va saber atreure als àrabs. Segons els documents almohades foren els caps tribals (amirs) dels grups hilalians els que van demanar al califa almohade el nomenament de governador d'Ifríqiya en la persona del seu fill gran Abu Abd Allah Muhammad (1056). Molts van participar en l'atac que Abu Muhammad Abd Allah, el fill d'Abd al-Mumin, va fer contra els khurasànides de Tunis el 1157, que fou rebutjat per un altre àrab, Muhriz ibn Ziyad, senyor de la Malga (Miallaka). Abans de deixar Ifríqiya, Abd al-Mumin volia transferir als hilalians a al-Àndalus, per fer la guerra santa i els Banu Riyah van aportar deu mil homes, però van desertar només iniciar el camí. L'exèrcit almohade els va derrotar l'abril de 1160 al Djabal al-Karn al sud de Kairuan, però els vençuts foren tractats amb generositat.
A Tripolitana i a Ifríqiya els Banu Riyah es decantaven pels rebels i antialmohades com l'armeni Qaràqux i els mallorquins Banu Ghaniya. La seva influència va durar tot el segle xii per després minvar; van ser no obstant un factor a tenir en compte, i van estar a les ordes d'hàfsides, abdalwàdides i marínides. Quan arribaren els otomans, els hilalians resistiren al costat dels amazics.
Al principi de la colonització francesa algunes tribus hilalianes s'hi oposaren i entraren en combat com sota el comandament de l'emir Abd El-Kader a l'oest d'Algèria.

## Organització social

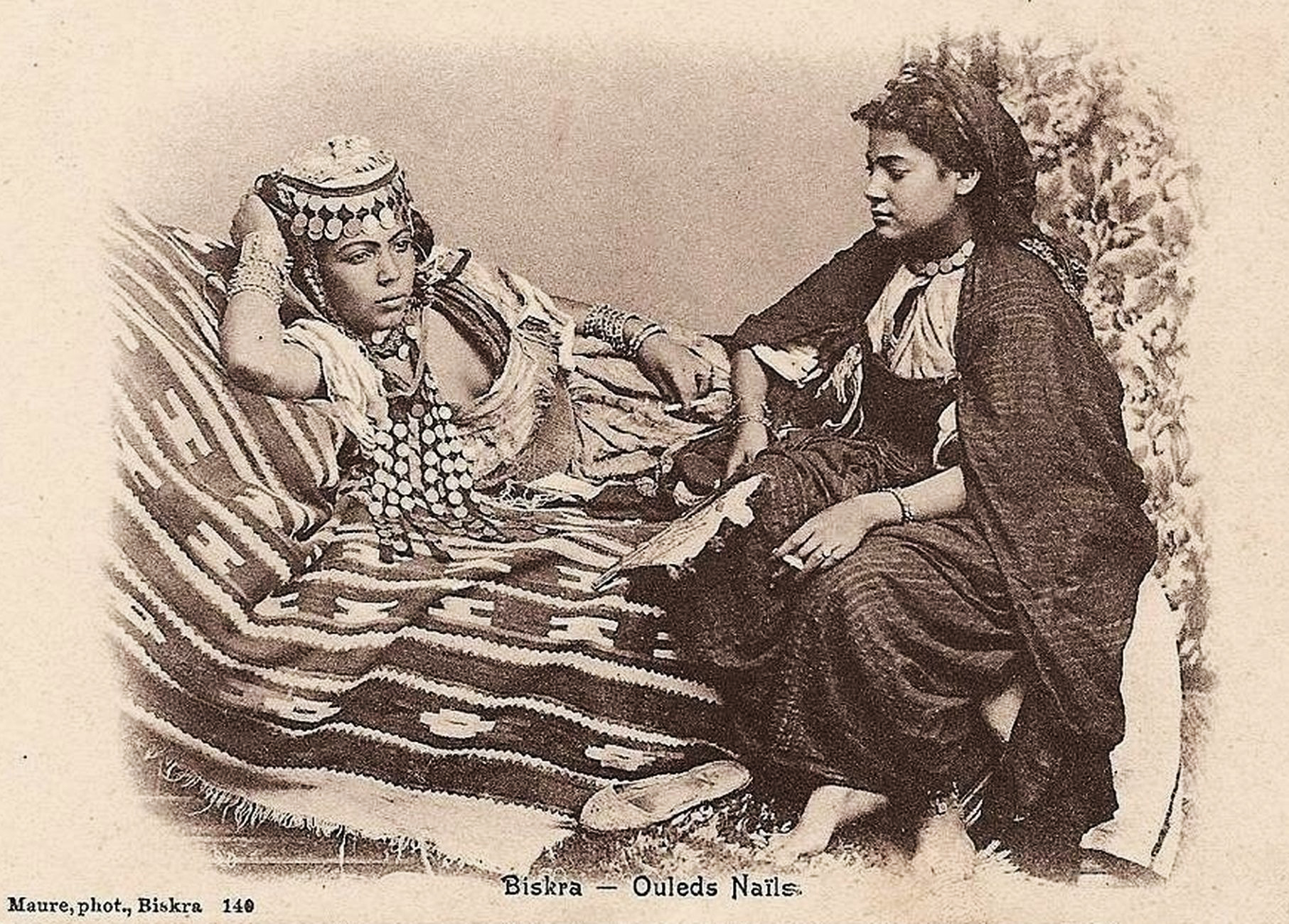
Retrat de dones de la tribu hilaliana

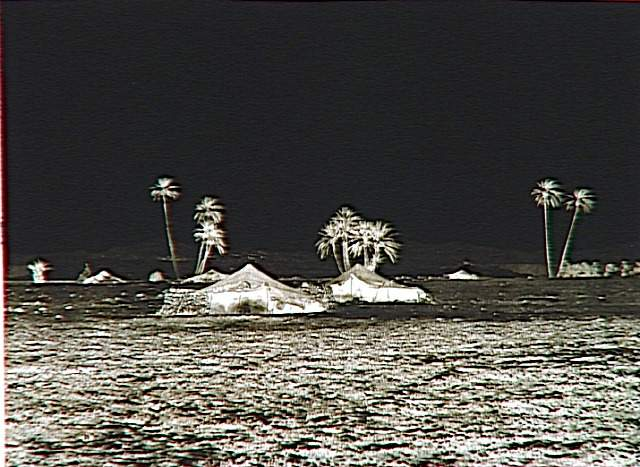
Tenda hilaliana a Biskra a Algèria

Diverses tribus hilalianes viuen en zones àrides o semidesèrtiques ocupats principalment de la ramaderia caprina. Són patriarcals i conservadors pel que fa a qüestions religioses. Eren xiïtes a Aràbia però adoptaren el sunnisme al Magreb.

## Literatura àrab
Àntar i Abla és una obra mestra de la literatura àrab. Els hilalians tenen una tradició oral i escrita en àrab hilalià amb diversos proverbis, poemes i contes.